# アインハルト
アインハルト（Einhard、本人による表記ではEinhart）とは、カロリング朝フランク王国の廷臣、教職者、建築家、歴史家。エインハルドゥス（Einhardus）、エインハルトゥス（Einhartus）、エギンハルドゥス（Eginhardus）、エジナール（Éginard）とも。

## 人物・生涯
アインハルトはカール大帝の側近かつ『カール大帝伝』の著者で、カロリング・ルネサンスの主要文筆家の一人。
生年不詳で770年ごろのドイツマイン川地方（当時のフランク王国東部マインガウ（Maingau））の貴族階級の生まれと推察されている。
幼くして教育を受けるためにフルダ修道院に預けられ、20歳頃には書記（Urkundenschreiber）を務めている。修道院長の注目するところとなり、教育の完成のためにカール大帝の宮廷に送られる。まず、アルクインの弟子になり、796年/797年にはカール大帝の側近となっている。師がトゥール（Tours）に移ると、彼は宮廷学校（Hofschule）の中心人物となる。背丈が低く、その豊かな学識（prudentia）と誠実な人柄（probitas）ゆえに王や側近の信頼が厚く、幾つかの司教座を与えられていた。王宮に関わる建築においても指導的役割を演じ、皇帝の教皇への使者の役割も果たしている。大帝の遺言書作成に関わったと思われる。カールの死後、その息子ルートヴィヒ1世にも仕え、王の書簡を作成している。王子ロタール（ロタール1世）の教育係にもなった。815年オーデンヴァルトのミヒェルシュタット（Michelstadt）と生まれ故郷マイン川河畔のミュールハイム（Mühlheim）（今日のゼーリゲンシュタットSeligenstadt）にある王領をもらい受け、晩年をそこで過ごした。その間ディオクレティアヌス帝治下に殉教した聖人の聖遺物を手に入れたが、その経緯を『聖マルケリヌスとペトルスの移葬と奇蹟』（"Translatio et miracula SS. Marcellini et Petri " ; 830）として詳細に記録している。後世『カロルス大帝伝』（"Vita Karoli Magni "）の著者としてよく知られている。ヴォルムス司教ベルンハルトの姉妹インマ（Imma）を娶っていたが、彼女を836年に亡くしている。彼は840年3月14日に隠遁の地で没した。建築家としても優れた彼はミヒェルシュタットに遺構の残るアインハルトバシリカ聖堂、オーバーミュールハイムの聖マルケリヌス＝ペトルス教会などの建築も行っている。
グリム兄弟による『ドイツ伝説集』457番「エギンハルトとエンマ」（Eginhart und Emma）等には、若きアインハルトが、ギリシア王と婚約していたカール大帝の娘エンマ（Emma）と密かに愛し合っていた。ある日、逢瀬の後の朝かれが住居に戻ろうとすると道には雪が積もっている。彼女は彼を背負ってその住まいまで届け、帰りは同じ所に足跡をつけながら戻った。この夜眠れないでいた大帝はこれを見て驚き苦しんだが、最終的には二人を赦し結婚させたとある。フュルステナウ城（Schloss Fürstenau）には、「アインハルトとその妃であるカール大帝の娘・・・」と記された、1622 (?) 年制作の夫妻の絵がある。悪童漫画の傑作『マックスとモーリッツ』で日本でも知られているヴィルヘルム・ブッシュ（1832-1908）は週刊新聞 Fligende Blätter に二人のエピソードを戯画化した漫画 »Eginhard und Emma. Ein Fastnachtsschwank in Bildern »を寄稿している。

### 作品
アインハルトの作品の中で最も有名なものは、カロリング・ルネサンスを代表する作品として後世にも影響を与えた『カール大帝伝』である。本書はカールの人生と性格に関する直接的な情報源で、アインハルトが残した多くの書簡とともに、この時代の政治史の重要な史料となっている。その一方、本書がカールを賞賛する目的で書かれたもので、その内容には政治的バイアスがかけられていることも理解されている。例えば、アインハルトはカールの戴冠について、カール自身の言葉を借りて「前もって戴冠があることを知っていたらサン・ピエトロ大聖堂のミサには出席しなかっただろう」と伝えているが、現在の歴史学では、この言葉が事実を言い表したものであるとは考えられていない。少なくともカールは自身の戴冠については事前に知っていたし、皇帝への就任にも意欲的であったろうことがいくつもの研究によって示されている。アインハルトは本書の執筆にあたって細心の注意を払っており、カールの娘たちが引き起こしたスキャンダルといった、カールにとって不名誉になりそうなことについては注意深く筆を避けている。
興味深い一例として、アインハルトは「カールの出生については公表されておらず、もはや知るものも残っておらず、それを書き記すことも不適切だ」としてカールの出生について沈黙している。この沈黙はカールの生年が一般的に742年とされ、カールの父ピピン3世と正妻ベルトラダの結婚が744年以降と考えられていることから、カールはピピン3世がベルトラダ以外の女性との間に儲けた私生児だったのはないか、もしくはベルトラダと正式に結婚する前に生まれた婚前子ではないかという疑惑が提起され、議論を呼んでいる。一説にカールの生年は747年もしくは748年とされ、ピピン3世とベルトラダの結婚年を744年とすれば上記の矛盾は解消されるが、結婚年を748年もしくは749年とする年代記もあり、やはりカールの出生の疑惑は付きまとうこととなる。アインハルトの沈黙はカールの出生地も不明な状態が続いていることからも、一層この疑惑が議論となって拡大する結果を導き出しており、歴史家たちを大いに悩ませている。
そのほか、すでに言及した『聖マルケリヌスとペトルスの移葬と奇蹟』（"Translatio et miracula SS. Marcellini et Petri " ; 830）以外に、『書翰集』（»Epistulae≪; 814 ?-840）、『十字架の崇敬について』（»De Adoranda Cruce≪）、『フランキア王国年代記』（»Annales Regni Francorum≪）が伝えられている。

### 日本語
- カール大帝伝「世界文学大系66 中世文学集」国原吉之助訳、筑摩書房、1966
- 『カロルス大帝伝』國原吉之助訳、筑摩書房、1988／ちくま学芸文庫、2024。ISBN 4480512640
改訳版(文庫解説は菊地重仁)、著者表記：エインハルドゥス /ノトケルス

### ドイツ語
- Otto Müller : Die Einhards-Basilika in Steinbach bei Michelstadt. Mainz: Philipp von Zabern 1965
- Lexikon des Mittelalters. Bd. III. München und Zürich: Artemis 1986 (ISBN 3-7608-8903-4), Sp. 1737-1739.